# Negrola-de-asa-branca-europeia
Negrola-de-asa-branca-europeia ou negrola-d'asa-branca (Melanitta fusca) é uma espécie de ave anseriforme da família dos anatídeos que nidifica na Escandinávia e Rússia Europeia e inverna no Mar Báltico e nas costas da Europa Ocidental. É considerada uma espécie vulnerável devido à redução de 30-46% dos indivíduos nas últimas três gerações. A população global está estimada em 200-400 mil indivíduos. Em Portugal é raramente avistada, nomeadamente na ria de Aveiro.

## Descrição
A negrola-de-asa-branca-europeia tem 51–58 cm de comprimento, 90–99 cm de envergadura e pesa 1100-2000 gramas. É semelhante à negrola-comum (Melanitta nigra), mas com o bico todo laranja, em vez de apenas uma marca laranja. Além disso, tem asas brancas e uma mancha branca à volta do olho, em vez de ser completamente negra.